# Çatalhöyük
Çatalhöyük, vroeger Çatal Hüyük (Turks: çatal = vork; hüyük = heuvel), was een belangrijke neolithische en chalcolithische nederzetting in het zuiden van Centraal-Anatolië. De oudste bewoningslagen dateren van ca. 7400 v. Chr. De site werd in 2012 door UNESCO op de werelderfgoedlijst geplaatst.
De plaats bleef ruim 1000 jaar lang bewoond maar raakte rond 6000 v.Chr. in verval. Hoewel men aanneemt dat deze gebeurtenis mogelijk is veroorzaakt door onenigheid met betrekking tot de sociale orde binnen de nederzetting, zou het verval ook kunnen zijn veroorzaakt door het binnenvallen van migranten uit de ondergelopen gebieden rond de Zwarte Zee. Mogelijk ook werd Çatalhöyük verlaten wegens uitputting van de bodem, waarna men uitweek naar nieuwe gronden. Met zijn 13 hectare is het tot nu toe de grootste en meest ontwikkelde nederzetting uit de late steentijd die gevonden is.
In 1958 werd Çatalhöyük bij toeval door plaatselijke boeren ontdekt. De nederzetting kreeg echter pas wereldfaam door de opgravingen onder leiding van James Mellaart tussen 1961 en 1965. Bij die opgravingen bleek dit deel van Anatolië het centrum te zijn geweest van een hoogontwikkelde neolithische cultuur. Mellaart viel echter bij de Turkse autoriteiten in ongenade en werd uit Turkije verbannen, waarna er een eind kwam aan de opgravingen. In 1993 werd het werk hervat door de eveneens Britse archeoloog Ian Hodder van de universiteit van Cambridge. Dit project loopt tot op heden door en heeft een geheel andere benadering van archeologisch veldwerk, analyse en interpretatie.

## Ligging
Çatalhöyük is omringd door de tarweakkers van de Konyavlakte ten zuidoosten van de moderne stad Konya en ligt tussen de gemeentegrenzen van de gemeente Çumra, op ongeveer 140 km afstand van de tweetoppige vulkaan Hasan Dağ. De oostelijke nederzetting vormt een heuvel die zich ten tijde van de laatste neolithische bewoning wel 20 meter boven het omringende land kan hebben verheven. Er is ook een kleinere heuvel met een voormalige nederzetting meer naar het westen en een paar honderd meter naar het oosten een Byzantijnse nederzetting. De prehistorische nederzettingen op de heuvel zijn rond 6200 v.Chr. verlaten. Tussen de beide heuvels lag ooit een bedding van de rivier de Çarsamba. De nederzetting was gebouwd op alluviale klei die zeer geschikt was voor landbouw.

## Cultuur
Mellaart beschreef de nederzetting abusievelijk als de oudste stad ter wereld, want het is beter van een groot dorp te spreken dan van een stad. Bovendien is Jericho de oudste gevonden nederzetting. Tot dusver zijn er in Çatalhöyük alleen gewone woonhuizen opgegraven en terreinen waar afval werd gestort. Er zijn geen duidelijk herkenbare gebouwen met een openbare functie gevonden en niets wijst op een arbeidsdeling. Wel zijn sommige woningen groter dan andere en is van de aanwezige muurschilderingen meer werk gemaakt. De bedoeling van grotere kamers is nog niet opgehelderd maar men vermoedt dat ze een rituele functie hadden.

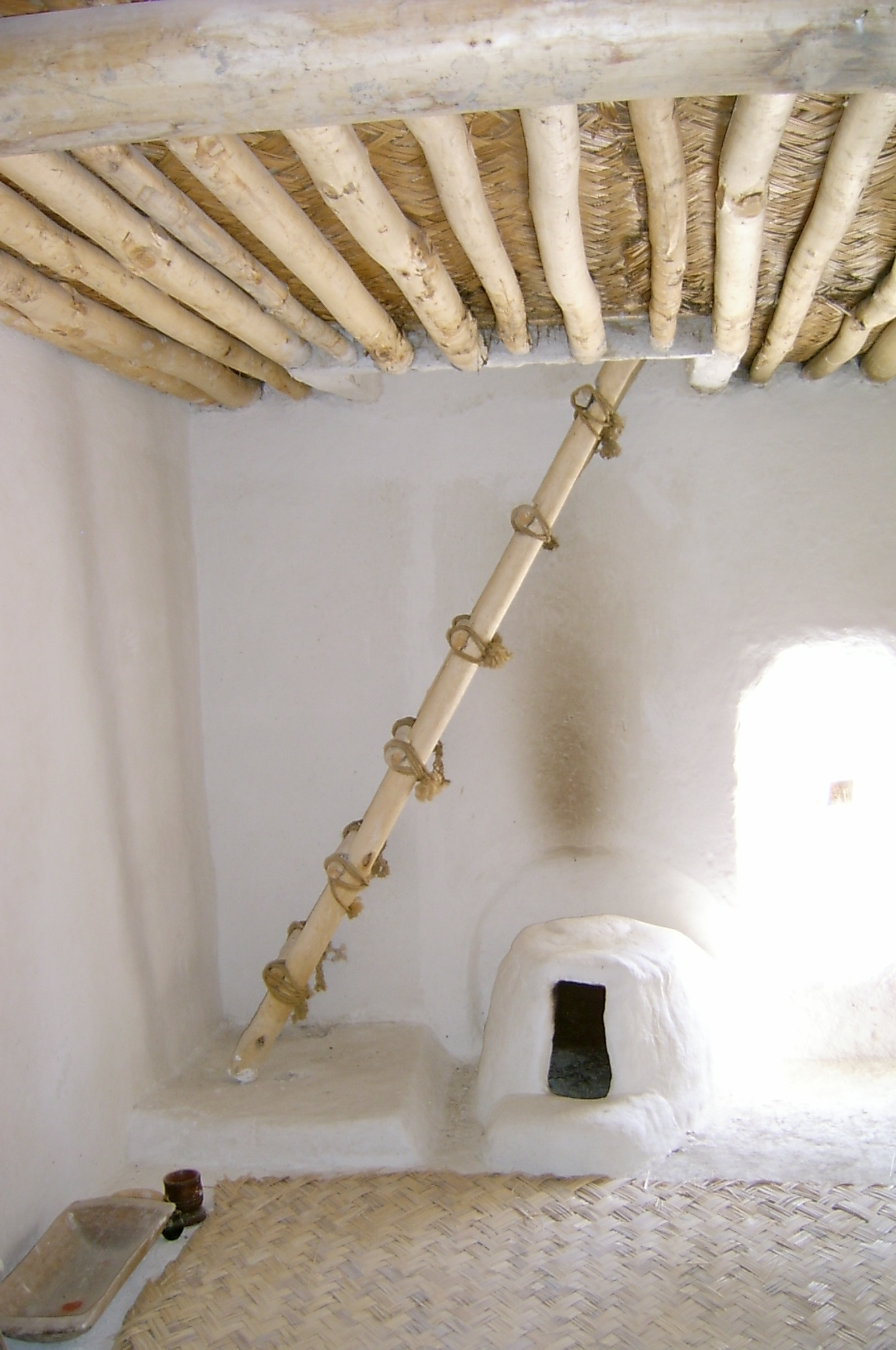
On-site restauratie van een typisch interieur in Çatalhöyük.

Naar schatting woonden er tot 10.000 mensen op de oostelijke heuvel, maar waarschijnlijk varieerde de omvang van de bevolking in de loop van de geschiedenis van de gemeenschap. Een redelijke schatting van de gemiddelde bevolkingsomvang is 5000 tot 8000 bewoners. Voor de huizen waren in de zon gedroogde bakstenen gebruikt. De huizen zelf stonden tegen elkaar en bovenop elkaar, als een honingraat. Straten of paden waren er niet. Men kwam binnen door gaten in de plafonds en daken, die bereikt werden met ladders. In zekere zin waren de daken van de huizen de straten. De gaten in de plafonds waren ook de enige ventilatiemogelijkheid; ze lieten frisse lucht naar binnen en rook van haarden en ovens kon erdoor ontsnappen. Binnen waren de huizen gepleisterd en de kamers waren voorzien van houten ladders of steile trappen, meestal tegen de zuidmuur van de kamer, waar zich ook de ovens en kookplaats bevonden. Langs de muren van de grote kamers waren verhogingen aangebracht die dienden om op te zitten, aan te werken of op te slapen. Deze verhogingen en de binnenmuren waren zorgvuldig gepleisterd en waren helemaal glad. Andere kamers dienden als opslagruimte. Ze konden door een lage doorgang vanuit de grotere kamers bereikt worden. De kamers werden goed schoon gehouden. Archeologen konden maar weinig afval of rommel in de gebouwen vinden maar ontdekten tussen de afvalbergen buiten de ruïnes voedselresten, afvalwater en grote hoeveelheden houtas. Bij goed weer vonden veel activiteiten waarschijnlijk plaats op de daken, die als een soort plein fungeerden. Later schijnen op die daken grote ovens voor gemeenschappelijk gebruik te zijn geplaatst. Na verloop van tijd moesten huizen worden gerenoveerd door ze gedeeltelijk af te breken en op een fundering van puin te herbouwen. Door die werkwijze is de heuvel geleidelijk ontstaan. Er zijn achttien bewoningslagen blootgelegd.
De bewoners begroeven hun doden in het dorp. Er zijn menselijke resten gevonden onder de vloeren, vooral onder haarden, de verhogingen in de grote kamers en onder de bedden. De lichamen werden voor de begrafenis als het ware opgevouwen en vaak in een mand gelegd of in een rieten mat gerold. Uit de onnatuurlijke positie van de botten in sommige graven wordt opgemaakt dat men de lijken soms een tijd aan de openlucht blootstelde (zie luchtbegrafenis) en dan de botten verzamelde en begroef. In enkele gevallen werden graven geschonden en werd het hoofd van het skelet verwijderd. Misschien werden die hoofden voor bepaalde rituelen gebruikt, want ze zijn in andere delen van de nederzetting teruggevonden. Sommige schedels werden bepleisterd en met oker beschilderd om ze weer een menselijk gezicht te geven; een gebruik dat karakteristieker is voor neolithische sites in Syrië en het neolithische Jericho dan voor dichterbij gevonden sites.

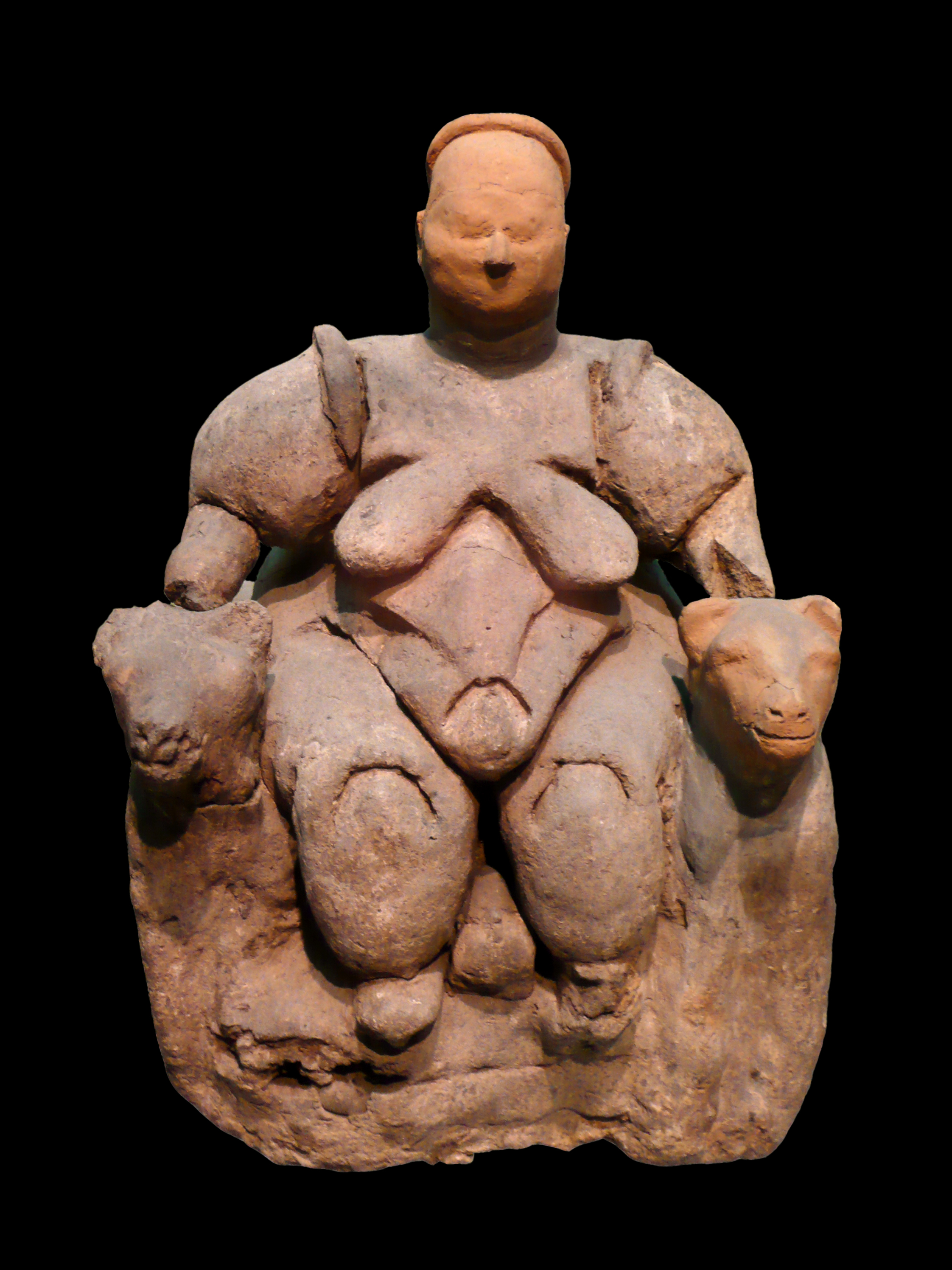
Zittende vrouw van Çatalhöyük

Overal in de nederzetting zijn levendige muurschilderingen en beeldjes te vinden, op binnen- en buitenmuren. Een op een muur aangetroffen overzichtskaart van het dorp wordt beschouwd als de oudste kaart ter wereld. Afbeeldingen van mannen met erecties, groepen mannen in jachtscènes en rode afbeeldingen van nu uitgestorven oerossen en herten. Ook van gieren die zich op hoofdloze figuren storten. Koppen van dieren werden aan de muur gehangen. Bovendien zijn er in de hogere lagen van de site kenmerkende vrouwenfiguurtjes van klei gevonden. Deze tonen sterke overeenkomst met beeldjes die elders zijn gevonden, zoals het Cycladenidool. Er zijn geen als tempel herkenbare gebouwen aangetroffen, maar uit de graven, muurschilderingen en beeldjes valt op te maken dat de bewoners een godsdienst met een rijkdom aan symbolen hadden. Kamers met een concentratie van deze voorwerpen kunnen schrijnen of openbare ontmoetingsplaatsen geweest zijn. Er was waarschijnlijk een grote mate aan sociale gelijkheid, getuige het ontbreken van huizen die duidelijk herkenbaar waren als woning van priesters of koningen. Uit recente onderzoeken blijkt dat er ook weinig onderscheid tussen de seksen bestond; mannen en vrouwen kregen evenveel eten en hadden kennelijk dezelfde sociale status.
In hogere bewoningslagen wordt duidelijk dat de bewoners van de nederzetting bedreven waren in de landbouw en veeteelt. Er zijn vrouwenfiguurtjes gevonden in bakken die gebruikt werden voor de opslag van granen zoals tarwe en gerst. Erwten en amandelen werden verbouwd, pistachenoten en van de bomen in de omringende heuvels werd fruit geoogst. Schapen werden gedomesticeerd en er zijn aanwijzingen dat er een begin is gemaakt met de domesticatie van het rund. De jacht bleef echter een belangrijke bron van vlees voor de gemeenschap. De vervaardiging van keramiek en gereedschappen van obsidiaan waren industrieën. Het van obsidiaan gemaakte gereedschap werd waarschijnlijk zowel ter plaatse gebruikt als verhandeld voor schelpdieren en vuursteen uit Syrië.

## Religie
Opvallend is het grote aantal beeldjes dat is gevonden bij Çatalhöyük. Mellaart, die de eerste opgravingen verrichtte, stelde dat deze goed gevormde, zorgvuldig gemaakte beeldjes, gehakt uit marmer, blauwe en bruine kalksteen, schist, calciet, basalt of albast dan wel gekneed uit klei vrouwenfiguurtjes waren en de vrouwelijke godheid voorstelden. Hoewel er ook een mannelijke god was, "overtreft het aantal beelden van een godin het aantal van de mannelijke god ruimschoots, en na Laag IV komt die bovendien kennelijk niet meer voor." Deze met zorg gemaakte beeldjes zijn vooral gevonden in plaatsen die Mellaart als schrijnen beschouwde. Maar er werd een ceremonieel zittende Godin, geflankeerd door twee leeuwen, aangetroffen in een graanopslagplaats. Mellaart verklaarde dat het beeld de oogst of de voorraad moest beschermen. Er werd ook een groot aantal geslachtsloze beeldjes gevonden, wat volgens Mellaart een aanwijzing was voor een door vrouwen gedomineerde maatschappij, aangezien emphasis on sex in art is invariably connected with male impulse and desire.
Het idee dat er sprake zou zijn geweest van een matriarchaat die een moedergodin vereerde, werd onder meer ondersteund door archeologe Marija Gimbutas. Er ontstond een moderne cultus rond de moedergodin waarbij jaarlijkse pelgrimstochten worden georganiseerd naar Çatalhöyük.

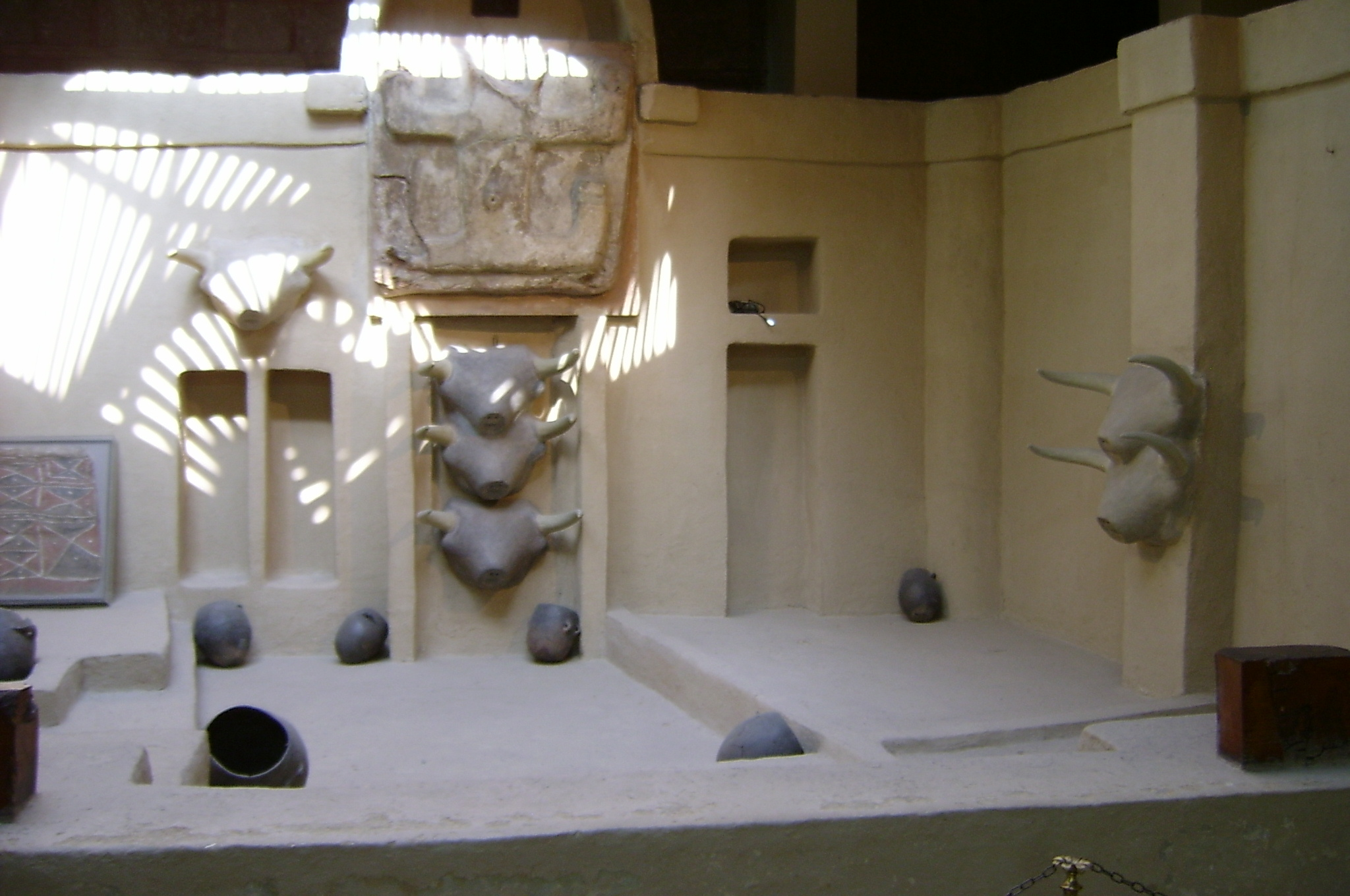
Reconstructie van een "tempelruimte" in het Anatolisch Museum in Ankara.

Terwijl Mellaart in vier seizoenen bijna 200 gebouwen blootlegde, besteedde de huidige opgraver, Ian Hodder, een heel seizoen aan het opgraven van één gebouw. Waar Mellaart veel interpreteerde als moedergodin, komt het huidige team tot andere conclusies. Dat bleek onder meer in 2005 toen twee vondsten werden gedaan die het team dwong bestaande veronderstellingen te herzien. Zo werd een stempelzegel gevonden waarvan eerdere exemplaren werden geïnterpreteerd als moedergodin:
Aangezien bij eerdere vondsten de hoofden en handen ontbraken, was het echter nooit mogelijk om vast te stellen of deze beeldjes menselijk waren of niet. Bij de stempelzegel uit 2005 waren echter het hoofd en de achterpoten aanwezig en is duidelijk te zien dat het een dier betreft, waarschijnlijk een beer. Dit heeft gevolgen voor de eerder veronderstelde cultus van de moedergodin in Çatalhöyük. Hoewel het nog steeds mogelijk is dat het hier 'moederberen' en een godin betreft, is er nu nog maar weinig bewijs dat het zelfs vrouwen zijn.
Daarnaast werd een vrouwenbeeldje gevonden dat mogelijk ons kan dwingen onze opvattingen over de aard van de samenleving van Çatalhöyük te herzien:
Het beeld heeft volle borsten waar de handen op rusten en de buik steekt in het midden naar voren ... Maar als je het beeldje omkeert valt het op dat de armen heel dun zijn en op de rug is een afbeelding te zien van een skelet of van een uitgemergeld mens. De ribben en wervels zijn duidelijk te zien, evenals de schouderbladen en de belangrijkste botten van het bekken ... Het beeldje kan op een aantal manieren worden geïnterpreteerd - als een vrouw die verandert in een voorouder, als een vrouw geassocieerd met de dood, of als de dood en het leven verenigd.
De interpretaties van het team onder Hodder en Meskell, die het Stanford Figurines Project leidt dat de beeldjes van Çatalhöyük onderzoekt, verschillen van die van Mellaart en Gimbutas:
We hebben eerder betoogd tegen de associatie van beeldjes met verhalen en ideeën van de moedergodin gezien het gebrek aan bewijs hiervoor in de huidige opgravingen. We hebben echter ook aangevoerd dat het maken van beeldjes in Çatahöyük omgeven is met de nodige problematiek die deels te maken kan hebben met rituelen. Hoewel we niet beweren dat de beeldjes primair een magische of sacrale rol vervulden, is het waarschijnlijk dat ze een rituele rol speelden in het gewone of zelfs dagelijks leven van de inwoners op de site.
Van de honderden skeletten die ter plaatse zijn opgegraven, vertoont er geen enkel tekenen van een gewelddadige dood.

## Video
- Animatie van Çatalhöyük